# Metal on Metal Records
Metal on Metal Records ist ein italienisches Independent-Label, das 2008 gegründet wurde.

## Geschichte
Bereits 2007 hatten Jowita Kaminska-Peruzzi und ihr Ehemann Simone die Idee zur Gründung eines Labels, die sie im folgenden Jahr, mit dem Vertragsschluss von sieben Bands, in die Tat umsetzten. Die ersten Veröffentlichungen folgten im April 2008, als das Keep It True abgehalten wurde. Die Ehepartner sind die beiden einzigen Angestellten des Labels, wobei die meiste Arbeit von Jowita erledigt wird. Da beide von ihrer Firma nicht leben können, arbeitet Simone zusätzlich als Freiberufler, während Jowita Geld als Künstlerin dazu verdient. Beide veröffentlichen über das Label nur Musik, die sie auch selbst mögen. Am besten verkauft haben sich bisher Giants of Canaan von Attacker, Lawbreaker von Metal Law und Legions of the Deep von Arkham Witch. Weitere Verkaufserfolge konnten mit Veröffentlichungen von Nomad Son, Meliah Rage, Heathendom und Skelator erzielt werden. Seit der vierten Veröffentlichung wird ein Großteil des CD-Programms in Deutschland gepresst.

## Veröffentlichungen (Auswahl)
- 2008: Heathendom – Nescience
- 2008: Battlerage – The Slaughter Returns
- 2009: F.K.Ü. – Where Moshers Dwell
- 2009: Sesta Marconi – Where the Devil Dances
- 2009: Frankenshred – Cauldron of Evil
- 2010: Mortalicum – Progress of Doom
- 2010: Ragenheart – Ragenheart
- 2011: Wishdoom – Helepolis
- 2011: Meliah Rage – Dead to the World
- 2011: Bitter End – Have a Nice Death!
- 2011: Outrage – Go to Hell
- 2012: Sacred Gate – When Eternity Ends
- 2012: Heretic – A Time of Crisis
- 2012: After Oblivion – Stamina
- 2013: Sacred Gate – Tides of War
- 2013: Stonegriff – Prologus Magicus
- 2014: Arkham Witch – Demons from the Deep
- 2015: Dark Quarterer – Ithaca
- 2015: Risen Prophecy – Into the Valley of Hinnom
- 2015: Doomshine – The End Is Worth Waiting For
- 2016: Cadaveric Poison – Cadaveric Poison
- 2016: Wildhunt – Descending
- 2017: The Lamp of Thoth – This Is Not a Laughing Matter
- 2017: Eternal Thirst – The Hellish Fight Goes On
- 2017: Emerald – Voice for the Silent